# Đại giáo đường Divriği và bệnh viện
Đại giáo đường Divriği và bệnh viện (tiếng Thổ Nhĩ Kỳ: Divriği Ulu Cami ve Darüşşifası) là một Giáo đường trang trí công phu và tổ hợp bệnh viện được xây dựng từ 1228–1229 bởi triều đại Nhà Mengüjek địa phương tại thị trấn nhỏ Divriği ở miền Trung Anatolia, ngày nay thuộc tỉnh Sivas, Thổ Nhĩ Kỳ. Tổ hợp này nằm ở phía trên thị trấn, bên dưới thành cổ.

## Kiến trúc
Khu tổ hợp này bao gồm một Nhà thờ Hồi giáo liền kề với bệnh viên có chung tường nằm ở phía nam, tường Qibla. Lối vào chính của nhà thờ Hồi giáo nằm ở phía bắc và được đánh dấu bằng một cổng lớn nổi bật nhờ chất lượng và mật độ chạm khắc đá cao. Một lối vào ở phía tây có thể là được xây dựng sau đó vì mặt tiền của nhà thờ Hồi giáo sụp đổ và được xây dựng lại sau đó, được gia cố bằng một trụ tròn ở góc phía tây bắc. Lối vào thứ ba của nhà thờ Hồi giáo nằm ở mặt tiền phía đông. Nó dường như đã đóng vai trò là lối vào hoàng gia cho phép tiến tới bục gỗ cao ở góc đông nam bên trong nhà thờ Hồi giáo, dành riêng cho người cai trị và đoàn tùy tùng.